# Brännvin

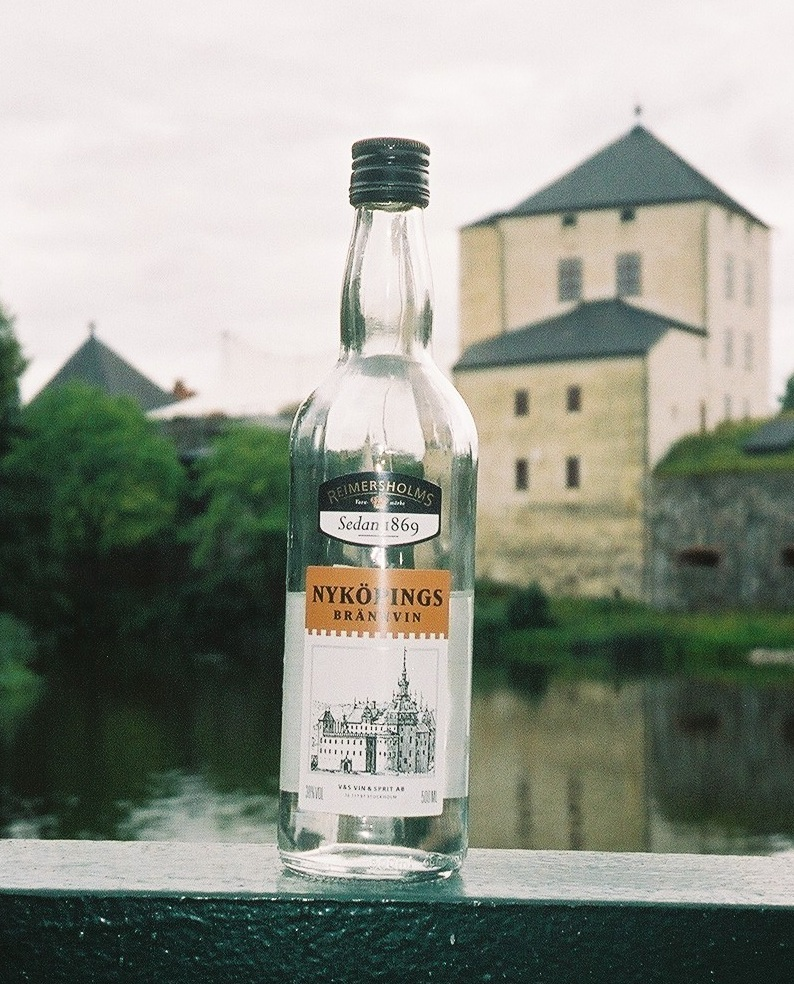
Foto de BrÄnavin

Se llama brännvin (‘vino ardiente’ en sueco), brennevin (noruego), brændevin (danés) o (palo)viina (‘licor ardiente’ en finés) a un tipo de bebidas destiladas hechas de patata, cereal y antiguamente celulosa de madera, que pueden aromatizarse o no. Este grupo incluye el akvavit y el vodka. El término tiene la misma raíz lingüística que brandi y que el alemán Branntwein, que originalmente tenía el mismo significado, si bien en la actualidad es un término fiscal que aplica solo a los productos destilados de vino joven o envejecido (aunque no exclusivamente a los brandis de uva, sino también a los vinos destilados hechos con otras frutas). La definición de branntwein se usa en la legislación alemana para especificar qué productos deben gravarse como tales (y no como cerveza, vino espumoso o alcohol no apto para consumo humano). El término es muy parecido a weinbrand, que se emplea para el brandi de uva envejecido, significando ambos literalmente ‘vino quemado’.
Las bebidas comercializadas como brännvin o viina suelen carecer de aroma y tener un contenido alcohólico del 30 al 38% en volumen. La regulación europea reserva el nombre «vodka» para bebidas destiladas con un contenido de alcohol de por lo menos el 95% y un contenido final de al menos el 37,5%. Dentro de Finlandia, la palabra viina siempre se usa para las bebidas alcohólicas neutras, incluyendo el vodka finlandés, debido a que originalmente este término se reservaba para vodkas de otros países. Entre las marcas de brännvin o viina se encuentran, por ejemplo, Brennivín y Koskenkorva Viina.